# Hermann Hauer

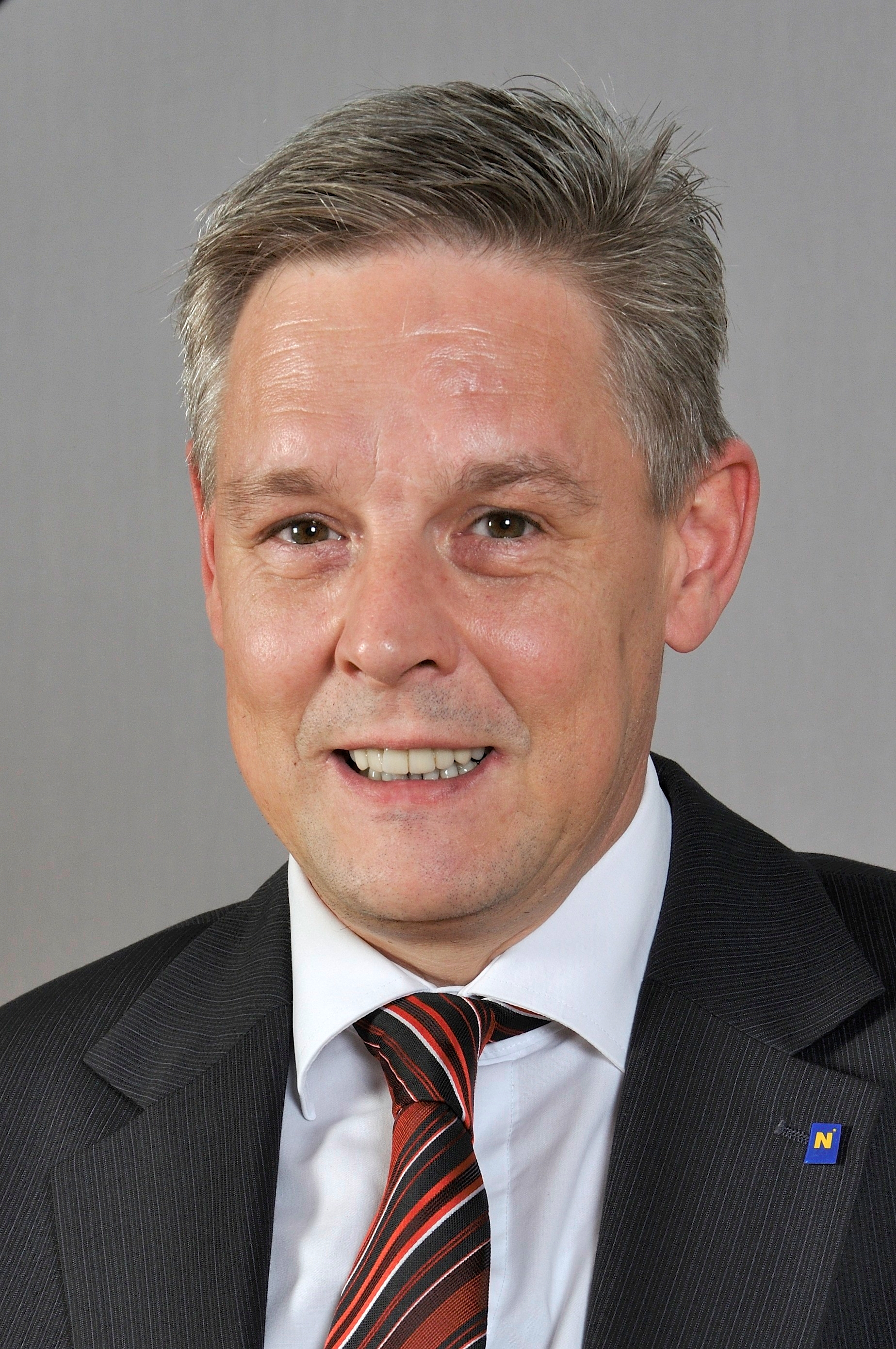
Hermann Hauer (2013)

Hermann Hauer (* 5. September 1964 in Puchberg am Schneeberg) ist ein österreichischer Politiker (ÖVP). Hauer ist seit 2008 Abgeordneter zum Landtag von Niederösterreich. Seit 2016 Vizepräsident des Hilfswerk Niederösterreich.

## Ausbildung und Beruf
Hauer besuchte nach der Volks- und Hauptschule die HTL Mödling, Fachrichtung Hochbau. Zudem absolvierte Hauer eine Ausbildung im EDV-Bereich. Von 1984 bis 1986 arbeitete er als Bautechniker und war danach von 1986 bis 1986 am Finanzamt Neunkirchen beschäftigt. Seit 1987 ist Hauer am Amt der Niederösterreichischen Landesregierung in der Abteilung Bundesstraßen, Abteilung Landesstraßen tätig.

## Politik
Hauer engagiert sich seit 1981 in der Politik und wurde 1982 zum Vorstandsmitglied der Junge Volkspartei in Puchberg gewählt. 1992 wurde er Obmann-Stellvertreter des Österreichischen Arbeitnehmerinnen- und Arbeitnehmerbunds (ÖAAB) in Puchberg und 1998 Teilbezirksobmann des ÖAAB. Nachdem er im Jahr 2000 zum Bezirksobmann des ÖAAB gewählt worden war, übernahm er 2004 auch die Funktion des ÖVP-Bezirksobmanns. Seit dem 10. April 2008 vertritt Hauer zudem die ÖVP im Niederösterreichischen Landtag.

## Privates
Hauer ist seit 1990 verheiratet und Vater eines Sohnes. Er lebt in Puchberg am Schneeberg.

## Auszeichnungen
- 2019: Großes Silbernes Ehrenzeichen für Verdienste um die Republik Österreich[1]
- 2023: Silbernes Komturkreuz des Ehrenzeichens für Verdienste um das Bundesland Niederösterreich[2]